# Пиргово
Пи́ргово (болг. Пиргово) — село в Русенській області Болгарії. Входить до складу общини Іваново.

## Населення
За даними перепису населення 2011 року у селі проживали 1649 осіб, з них 1591 особа (99,7%) — болгари.
Розподіл населення за віком у 2011 році:
Динаміка населення: